# The Senior
The Senior est le plus important journal d'Australie destiné au troisième âge, fondé en 1979. Il est publié sur base mensuelle et compte plus de 1 300 000 lecteurs.